# Mestaruussarja 1974
La Mestaruussarja 1974 fu la sessantacinquesima edizione della massima serie del campionato finlandese di calcio, la quarantaquattresima come Mestaruussarja. Il campionato, con il formato a girone unico e composto da dodici squadre, venne vinto dal KuPS.

## Squadre partecipanti
| Club         | Città       | Stagione 1973                              |
| ------------ | ----------- | ------------------------------------------ |
| Haka         | Valkeakoski | 2º posto in I divisioona                   |
| HJK          | Helsinki    | Campione di Finlandia                      |
| Ilves-Kissat | Tampere     | 10º posto in Mestaruussarja                |
| KPT Kuopio   | Kuopio      | 6º posto in Mestaruussarja                 |
| KPV          | Kokkola     | 2º posto in Mestaruussarja                 |
| KuPS         | Kuopio      | 4º posto in Mestaruussarja                 |
| Kuusysi      | Lahti       | 8º posto in Mestaruussarja (come Lahti-69) |
| MiPK         | Mikkeli     | 1º posto in I divisioona                   |
| MP           | Mikkeli     | 7º posto in Mestaruussarja                 |
| OTP          | Oulu        | 5º posto in Mestaruussarja                 |
| Reipas Lahti | Lahti       | 3º posto in Mestaruussarja                 |
| TPS          | Turku       | 9º posto in Mestaruussarja                 |

## Classifica finale
|  | Pos. | Squadra      | Pt | G  | V  | N | P  | GF | GS | DR  |
|  | ---- | ------------ | -- | -- | -- | - | -- | -- | -- | --- |
|  | 1.   | KuPS         | 33 | 22 | 13 | 7 | 2  | 62 | 30 | +32 |
|  | 2.   | Reipas Lahti | 30 | 22 | 14 | 2 | 6  | 49 | 26 | +23 |
|  | 3.   | HJK          | 28 | 22 | 12 | 4 | 6  | 43 | 27 | +16 |
|  | 4.   | MiPK         | 26 | 22 | 10 | 6 | 6  | 29 | 27 | +2  |
|  | 5.   | KPT Kuopio   | 22 | 22 | 9  | 4 | 9  | 30 | 30 | 0   |
|  | 6.   | TPS          | 21 | 22 | 9  | 3 | 10 | 34 | 31 | +3  |
|  | 7.   | OTP          | 20 | 22 | 7  | 6 | 9  | 29 | 34 | -5  |
|  | 8.   | Haka         | 20 | 22 | 6  | 8 | 8  | 34 | 40 | -6  |
|  | 9.   | KPV          | 20 | 22 | 7  | 6 | 9  | 24 | 38 | -14 |
|  | 10.  | MP           | 19 | 22 | 7  | 5 | 10 | 24 | 36 | -12 |
|  | 11.  | Kuusysi      | 15 | 22 | 4  | 7 | 11 | 22 | 41 | -19 |
|  | 12.  | Ilves-Kissat | 10 | 22 | 3  | 4 | 15 | 26 | 46 | -20 |

Legenda:
      Campione di Finlandia e ammessa alla Coppa dei Campioni 1975-1976
      Vincitore della Suomen Cup 1974 e ammessa in Coppa delle Coppe 1975-1976
      Ammessa in Coppa UEFA 1975-1976
      Retrocesse in I divisioona
Note:
Due punti a vittoria, uno a pareggio, zero a sconfitta.